# Дрокко, Никола
Никола Дрокко (итал. Nicola Drocco, 6 февраля 1979, Турин, Пьемонт) — итальянский скелетонист, выступавший за сборную Италии с 2004 года по 2010-й. Участник зимних Олимпийских игр в Ванкувере, многократный призёр национального первенства.

## Биография
Никола Дрокко родился 6 февраля 1979 года в городе Турин, регион Пьемонт. Активно заниматься скелетоном начал в возрасте двадцати четырёх лет, в 2004 году прошёл отбор в национальную сборную и стал принимать участие в крупнейших международных стартах, показывая довольно неплохие результаты. В частности, дебютировал на этапах Кубка Европы, приехав восьмым на трассе австрийского Иглса. Принял участие в заездах зимней Универсиады 2005 года, где занял четырнадцатое место мужской одиночной программы, кроме того, взял бронзу национального первенства. В феврале 2007 года дебютировал на взрослом Кубке мира, на первом своём этапе в немецком Винтерберге пришёл к финишу тридцатым.
Практически весь следующий сезон Дрокко провёл на соревнованиях Межконтинентального кубка, несколько раз попал в двадцатку сильнейших, но каких бы то ни было выдающихся достижений добиться не смог. В декабре 2009 года занял шестое место на этапе Кубка Европы в Иглсе, и это лучшее его заезды на данном турнире. Благодаря череде удачных выступлений удостоился права защищать честь страны на зимних Олимпийских играх 2010 года в Ванкувере, без проблем прошёл квалификацию и планировал побороться здесь с лидерами кубкового зачёта, однако в итоге вынужден был довольствоваться фактически последней двадцать шестой строкой. Вскоре после этой неудачи Никола Дрокко принял решение завершить карьеру профессионального спортсмена, уступив место молодым итальянским скелетонистам.